# هيروشي ياماموتو (عداء سريع)
هيروشي ياماموتو هو عداء سريع ياباني، ولد في 6 مايو 1928.

## وصلات خارجية
- هيروشي ياماموتو على موقع أوليمبيديا (الإنجليزية)